# Siligir
Il Siligir (in russo  Силигир?) è un fiume della Russia asiatica, affluente di destra dell'Olenëk, che scorre nella parte settentrionale della Siberia Orientale, nella Sacha (Jacuzia).
Il fiume ha origine dalla confluenza dei fiumi Orto-Siligir (lungo 124 km) e Usuk-Siligir (100 km) e scorre in una zona remota all'estremità nord-orientale della vasta regione rilevata dell'altopiano della Siberia centrale, senza incontrare centri urbani di rilievo; è gelato, mediamente, dalla prima metà di ottobre a fine maggio - primi di giugno. Il fiume ha una lunghezza di 220 km (344 km se conteggiati dalla sorgente dell'Orto-Siligir); il bacino è di 8 600 km². I maggiori affluenti sono Onnë Siligir (169 km) e Siligirkėn (128 km), entrambi provenienti dalla sinistra idrografica.